# You'll Never Get Your Money Back
«You'll Never Get Your Money Back» es una canción de la cantautora australiana Alex Lahey. Fue publicada el 19 de mayo de 2023 como la tercera canción de su tercer álbum de estudio The Answer Is Always Yes.

## Escritura y temática
Escrita por Alex Lahey, Jenny Owen Youngs y Jess Abbott, «You'll Never Get Your Money Back» fue la primera canción escrita para el álbum. La canción echa un vistazo por encima del hombro de una relación rota, y señala que si bien es cierto que “Traté de irme del país como si fuera un ladrón/Traté todas las religiones pero nunca tomó”, siempre existe la ventaja percibida—“Ahora puedo salir con quien quiera”. También presenta letras sobre la búsqueda del amor y la forma en que intentamos encajar para encontrar el amor, antes de darnos cuenta de que nos han estafado.

## Composición y arreglos
Musicalmente, la canción ha sido descrita como “tres minutos de perfección power-pop” por el colaborador de Pitchfork, Peyton Thomas. La canción comienza con un riff sonoro y una cálida línea de bajo.

## Recepción de la crítica
La contribuidora de Pitchfork, Amy Phillips, le otorgó el certificado de “Best New Music”. Phillips escribió: “Las guitarras suenan y se hinchan en el tipo de nirvana sudoroso y empapado de cerveza que  Japandroids o  Titus Andronicus (o, diablos, incluso the Replacements) podrían preparar en su apogeo, dejándolo todo en el piso del bar”. La contribuidora de Spectrum Culture, Shayan Ismaiel, calificó «You'll Never Get Your Money Back» como la canción más destacada del álbum, añadiendo que, “las guitarras power pop le dan a la declaración titular de Lahey un tono triunfante”.